# Конгреси національних меншин Європи міжвоєнної доби
Конгреси національних меншин Європи міжвоєнної доби

Проводилися з ініціативи Німеччини від 1925 до 1938 щорічно: 1925–31 – у м. Женева (Швейцарія), 1932 – у м. Відень, 1933–38 – у м. Берн (Швейцарія). У центрі уваги були питання діяльності Ліги Націй щодо захисту національних меншин.
Після вступу Німеччини до Ліги Націй (1926) уряд Німеччини розпочав пропагандистську кампанію про утиски німецьких меншин у чужих країнах. Міністр закордонних справ Німеччини Густав Штреземан наполягав на розширенні компетенції Ліги Націй у справах меншин. Цьому сприяло й укладення низки двосторонніх угод між державами Антанти та східноєвропейськими країнами, спрямованих на міжнародний захист меншин. На ґрунті ідеї захисту меншин правлячі кола Німеччини висували претензії до сусідніх країн, створюючи тим самим підґрунтя для виправдання відкритої агресії проти них. Веймарська Німеччина намагалася використати питання захисту прав німецьких національних меншин у країнах Центр. та Півд.-Східної Європи для підготовки ревізії Версальського мирного договору 1919 та зміни східних кордонів Німеччини, у першу чергу з Польщею. Польща ж, навпаки, прагнула заперечити правомірність втручання ззовні у внутрішні стосунки зі своїми нац. меншинами.
У всіх конгресах брали участь українці Польщі (представники Українського національно-демократичного об'єднання), вони послідовно відстоювали ідею створення єдиної й незалежної української держави. На 1–3-му конгресах члени української делегації – М.Черкавський, О.Левчанівська, П.Васильчук, Д.Левицький, О.Марітчак – через незгоду з офіційними програмними засадами конгресів, спрямованими на надання меншинам національно-культурної автономії, та через невнесення до порядку денного територіального питання були присутні лише як спостерігачі. Українці вважали, що програмною основою з'їздів меншин повинен стати принцип права націй на самовизначення. Свою позицію вони задекларували в спільних українсько-білорусько-литовських деклараціях. Останні містили перелік умов, на яких представники цих меншин погоджувалися брати повноцінну участь у роботі конгресів, а саме: не відмовлятися від боротьби за реалізацію права на нац. самовизначення, обговорювати не лише заг. проблеми, а й становище конкретних нац. меншин, а також надання їм двох місць у президії конгресів. Ухвалення рішення про задоволення чи незадоволення цих вимог було відкладене до прийняття статуту конгресів. Статут був ухвалений на 3-му конгресі в 1927. У ньому зазначалося, що конгреси не розглядають питання про можливі зміни існуючих міждержавних кордонів.

## Участь українців
Активну участь у конгресах українці почали брати від 1928, коли до складу президії було обрано Д. Левицького (він був повторно обраний і 1929). У роботі 4-го конгресу взяли участь також М. Рудницька та Л. Куницький. У декларації укр. делегації, яку виголосив Д. Левицький, зазначалося, що українці, співпрацюючи з конгресами заради захисту своїх культ. прав, ніколи не відмовляться від прагнення створити незалежну та єдину українську державу. В.-Р. Залозецький-Сас, який представляв на конгресі українців Румунії, заявив, що українці Румунії не прагнуть до руйнування існуючих державних рамок нац. життя й беруть участь у конгресах меншин лише заради захисту своїх культ. прав. До порядку денного 7-го конгресу (1931) було внесено питання про пацифікацію (від лат. pacificatio – умиротворяти; насильне утихомирювання, заспокоєння повстань, національно-визвол. рухів). На ньому від укр. делегації виступила М.Рудницька, вона закликала взяти під захист переслідуване українське населення Галичини. На 8-му конгресі (1932) М. Рудницька виступила з критичною оцінкою діяльності Ліги Націй щодо розгляду петицій представників нац. меншин, зокрема укр. петицій з питань "пацифікації", військ. колонізації та укр. політв'язнів. На 9-му конгресі (1933) обговорювалися питання масового голоду в СРСР (див. також Голодомор 1932–1933 років в УСРР). Від імені українців Польщі та Румунії з осудом дій комуністичного режиму виступила М. Рудницька. У резолюції, ухваленій на з'їзді за пропозицією ген. секретаря конгресів Е. Амменде, висловлювалася подяка всім, хто брав участь в акціях допомоги голодуючому населенню в СРСР, та містився заклик до продовження таких акцій.
Міжвоєнні конгреси проходили в умовах різного роду конфліктів між окремими їхніми учасниками, зокрема між поляками та німцями. Представники Німеччини виступали, зокрема, за надання нім. меншинам у чужих країнах культ. автономії та за "звільнення націй від панування їх держав". Українці на цих конгресах у повний голос постійно заявляли, що вони прагнуть не до автономії, а до незалежної й соборної української держави.